# سیلویا بوگاکا
سیلویا بوگاکا (انگلیسی: Sylwia Bogacka؛ زادهٔ ۳ اکتبر ۱۹۸۱) تیرانداز اهل لهستان است.